# Muránska Lehota
Muránska Lehota (in ungherese Murányszabadi) è un comune della Slovacchia facente parte del distretto di Revúca, nella regione di Banská Bystrica.